# Scott Bozek
Edward Scott Bozek, detto Scotty (Salem, 20 novembre 1950 – Herndon, 7 gennaio 2022), è stato uno schermidore statunitense.

## Palmarès
In carriera ha conseguito i seguenti risultati:
- Giochi Panamericani:

Città del Messico 1975: oro nella spada a squadre ed argento individuale.
San Juan 1979: oro nella spada a squadre.